# میلفورد اسکوئر (پنسیلوانیا)
میلفورد اسکوئر (به انگلیسی: Milford Square) یک منطقهٔ مسکونی در ایالات متحده آمریکا است که در شهرستان باکس، پنسیلوانیا واقع شده‌است. میلفورد اسکوئر ۸۹۷ نفر جمعیت دارد.